# Lanivtsi
Lanivtsi (em ucraniano:  Ланівці; em russo:  Лановцы, transl. Lanovtsy; em polonês/polaco:  Łanowce; em iídiche:  לאַנאָוויץ) é uma cidade da Ucrânia, situada no Oblast de Ternopil. Tem 14,7 km² de área e sua população em 2020 foi estimada em 8.401 habitantes.